# Terror Twilight
Terror Twilight è il quinto ed ultimo disco realizzato dal gruppo indie rock statunitense Pavement.
Pubblicato nel giugno del 1999, dall'etichetta discografica Matador Records, l'album venne poi distribuito in Europa attraverso la Domino Records.

## Realizzazione
Registrato tra il giugno e il dicembre del 1999, il disco venne prodotto da Nigel Godrich, noto soprattutto per il suo lavoro con Radiohead e Beck che, dopo un iniziale periodo di lavorazione nello studio di proprietà dei Sonic Youth, a Lower Manhattan, convinse il gruppo a trasferirsi in Inghilterra per completare le registrazioni 24 tracce in uno studio londinese dotato di un banco da 24 tracce e dove aveva già lavorato per gli album dei Beastie Boys e dei REM.
"Abbiamo iniziato a registrare lo scorso luglio" raccontò poi il percussionista Bob Nastanovich "ma poi quello studio si è rivelato essere una sorta di spazio per le prove. Poi ci siamo trasferiti in un altro, e poi a Londra. Questa procedura sembra dare un senso al tempo e siamo soddisfatti dei risultati. Steve (West, ndr) viene da noi con le sue idee registrate in un demo e poi iniziamo a lavorare sulle canzoni. Alcune vengono fuori più o meno allo stesso modo come lui aveva immaginato e altre cambiano completamente."
Nonostante le ottime credenziali del produttore, parte del gruppo era abbastanza diffidente nei suoi confronti. Secondo Nastanovich, ad esempio,  anche se Godrich "fece un buon lavoro, ma concentrò la sua attenzione solo su Stephen (Malkmus, ndr) rivelando una sorta di disprezzo per il resto della band." E anche secondo Scott Kannberg (chitarra e seconda voce del gruppo), oltremodo deluso dal fatto che molte sue canzoni furono respinte dal cantante e principale songwriter del gruppo, Stephen Malkmus, registrare Terror Twilight "Non fu divertente fin dall'inizio. Fu la più difficile registrazione che facemmo." Invitato in studio dal produttore, Jonny Greenwood, chitarrista dei Radiohead e amico personale di Nigel Godrich, suonò le parti di armonica nei brani Platform Blues e Billie.
Scritto interamente da Stephen Malkmus, con solo un piccolo contributo da parte del resto della band negli arrangiamenti, quello che rimarrà poi come il disco d'addio dei Pavement, è un insieme di piccoli quadretti di folk psichedelico e di ballate in bilico tra blues e country il cui titolo, come ebbe a rivelare Bob Nastanovich, spiegando il significato in diverse interviste, "è il breve lasso temporale tra il tramonto e il crepuscolo. Questo è considerato il momento più pericoloso nel traffico, perché la metà delle persone che accende i fari e l'altra metà no. Ed è qui che avvengono la maggior parte degli incidenti."
Dopo l'uscita del disco, il gruppo intraprese un tour mondiale di sei mesi durante il quale i rapporti personali tra i vari componenti iniziarono a deteriorarsi, in particolare tra Malkmus e gli altri membri della band e, dopo l'esibizione al Coachella Festival del 1999, il cantante comunicò agli altri di non voler più continuare con la band.
Le prime copie dell'edizione inglese di Terror Twilight, distribuite dalla Domino Records, comprendono anche una versione cd rom interattiva contenente l'intero album con un breve commento per ogni traccia mentre, in quella pubblicata in Francia, è allegato un cd con due bonus track inedite: Harness Your Hopes e Roll With The Wind.

## Tracce
1. Spit on a Stranger – 3:04
2. Folk Jam – 3:34
3. You Are a Light – 3:54
4. Cream of Gold – 3:47
5. Major Leagues – 3:24
6. Platform Blues – 4:42
7. Ann Don't Cry – 4:09
8. Billie – 3:44
9. Speak, See, Remember – 4:19
10. The Hexx – 5:39
11. Carrot Rope – 5:52

## Formazione
- Stephen Malkmus - voce, chitarra
- Scott Kannberg - chitarra, voce
- Mark Ibold - basso
- Steve West - batteria
- Bob Nastanovich - percussioni